# 백악

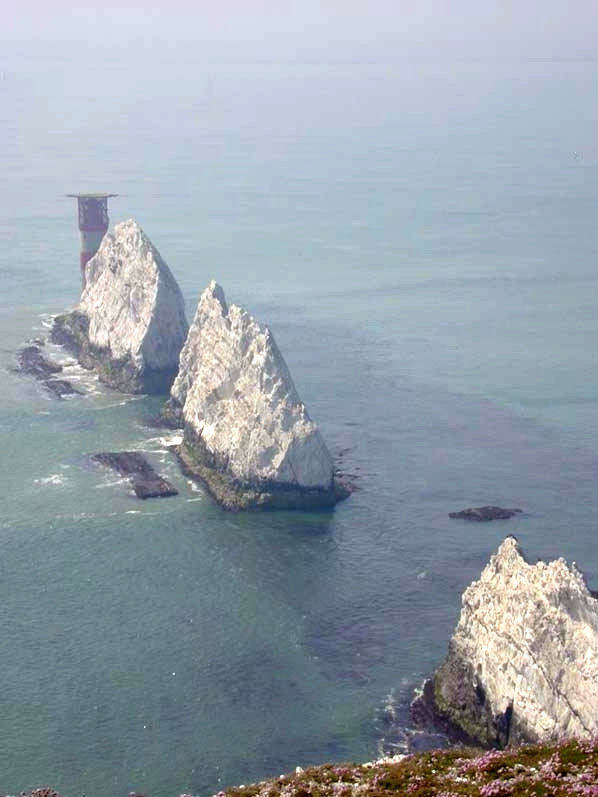
퇴적암으로 이루어진 The Needles

백악(白堊, 영어: Chalk)은 미네랄 방해석으로 이루어진 석회암의 하나인 퇴적암의 일종이다. 분필로 사용된다.

## 같이 보기
- 백악기
- 분필